# Serguei Bodrov (actor)
Serguei Bodrov (en rus: Сергей Бодров; Moscou, 27 de desembre de 1971 - Ossètia del Nord, 20 de setembre de 2002), de vegades anomenat Sergei Bodrov Jr, fou un actor rus conegut per pel·lícules com Brat, Kavkazski plennik, Est-Ouest i Brat 2. Era fill del també cineasta Serguei Bodrov. Va morir per accident a l'allau de la glacera de Kolka durant els treballs de rodatge de la pel·lícula Sviaznoi, que va restar inacabada.

## Biografia
Serguei Sergueievitx Bodrov (en rus: Сергей Сергеевич Бодров) va néixer el 27 de desembre de 1971 a Moscou, fill del director Serguei Vladimirovitx Bodrov.
Després dels seus estudis secundaris en un institut especialitzat en l'ensenyament de la llengua francesa, es va incorporar a la facultat d'història de la Universitat Estatal de Moscou (1989-1994). Un cop graduat, va continuar la seva carrera acadèmica per tal d'obtenir el títol de candidat de ciències (equivalent a un doctorat), que va obtenir el 1998 després d'haver defensat una tesi sobre el Renaixement italià (sota la supervisió del professor Viktor Grajtxenkov).
Després d'algunes breus aparicions davant la càmera a les pel·lícules del seu pare, es va revelar com a gran actor a la pel·lícula El presoner del Caucas (1996), una pel·lícula antibèl·lica ambientada a la primera guerra txetxena i dirigida pel seu pare, en la qual va obtenir el paper de protagonista juntament amb Oleg Menshikov, un actor ja consagrat. La seva actuació va ser recompensada amb un Globus de Cristall al Festival Internacional de Cinema de Karlovy Vary de 1996, un Premi Nika al Millor Actor i el Premi Estatal de la Federació Russa de 1997. També va tenir un gran èxit amb els seus papers principals a Brat (1997) i Brat 2 (2000), pel·lícules que giren entorn del món del crim organitzat rus a Sant Petersburg i Chicago. Aquestes dues pel·lícules són de les poques que van marcar el cinema del període postsoviètic, esdevenint fins in tot pel·lícules de culte.
Sergei Bodrov va debutar com a presentador de televisió al programa juvenil Marathon-15. El 1996-1999, va co-presentar Vzgliad (Взгляд) la revista de notícies en directe del Piervi Kanal, molt popular durant el període immediatament després de la caiguda de l'URSS.
També apareix a la pel·lícula Est-Oest (1999) i Medveji potselui (lit. El petó de l'ós, 2002). Pel seu paper a Vainà (lit. Guerra, 2002), va rebre un premi Nika al millor actor secundari.
L'any 2001 va acollir la primera temporada del reality show Dernier Hero emès al Piervi Kanal, el rodatge del qual va tenir lloc a l'illa de Bocas del Toro, al mar Carib, al nord-oest de Panamà. El mateix any, Sestri (lit. Les germanes) -la seva primera producció- va rebre el gran premi al millor debut cinematogràfic al festival nacional Kinotavr i es va projectar, entre d'altres, a la 58a Mostra de Cinema de Venècia.
El 20 septembre de 2002, als 30 anys d'edat i mentre dirigia el rodatge del seu segon llargmetratge, Sviaznoi, a la glacera de Kolka (Ossètia del Nord), Sergei Bodrov va morir en una allau que va provocar la mort de 125 persones, inclòs l'equip de rodatge sencer.

## Filmografia
| Any  | Traducció lit.             | Títol original                 | El paper de                                |
| ---- | -------------------------- | ------------------------------ | ------------------------------------------ |
| 1986 | Et detesto                 | Я тебя ненавижу                | un nen en un club hípic                    |
| 1989 | La llibertat és el paradís | СЭР (Свобода Это Раи)          | pres                                       |
| 1992 | Rei blanc, reina vermella  | Белый король, красная королева | el carter                                  |
| 1996 | El presoner del Caucas     | Кавказский пленник             | Ivan Jiline                                |
| 1997 | El germà                   | Брат                           | Danila Bagrov                              |
| 1998 | Stringer                   | Стрингер                       | Vadik                                      |
| 1999 | Est-oest                   | Восток - Запад                 | Saxa Vasiliev                              |
| 2000 | El germà 2                 | Брат 2                         | Danila Bagrov                              |
| 2001 | Vinga, fem-ho ràpid        | Давай сделаем это по-быстрому  | Dima                                       |
| 2001 | Les germanes               | Сёстры                         | Director, guionista, Danila Bagrov,        |
| 2002 | La guerra                  | Война                          | Capità Medvedev                            |
| 2002 | El petó de l'ós            | Медвежий поцелуй               | Mixa                                       |
| 2002 | L'indermediari             | Связной                        | Director, guionista (pel·lícula inacabada) |
| 2008 | Morfina                    | Морфий                         | Guionista                                  |